# Chibtine
Chibtine ou parfois "Chabtine" est une localité du Liban, à quelques kilomètres de la ville de Batroun, chef-lieu du district du même nom.

## Description
Le village est peuplé d'environ 1400 habitants. Le village dispose d'une école primaire et secondaire et depuis 1984 d'un bureau de poste. La population est en majorité maronite.